# Кірос
Кірос (ісп. Quirós) — муніципалітет в Іспанії, у складі автономної спільноти Астурія. Населення — 1389 осіб (2009).
Муніципалітет розташований на відстані близько 360 км на північний захід від Мадрида, 27 км на південь від Ов'єдо.
Муніципалітет складається з таких паррокій: Аррохо, Барсана, Бермієго, Касарес, Сьєнфуегос, Лас-Агуерас, Ліндес, Льянусес, Мур'єльйос, Німбра, Педровейя, Рікабо, Сальседо.

## Демографія
Динаміка населення (INE ):

## Уродженці
- Марсіаль Піна (*1946) — іспанський футболіст, півзахисник, згодом — футбольний тренер.

## Галерея зображень

Розташування муніципалітету